# Omicidio di Annarella Bracci
L'omicidio di Annarella Bracci è un caso di cronaca nera avvenuto il 18 febbraio 1950 a Roma, nel quartiere popolare di Primavalle; la vittima fu una bambina dodicenne, Annamaria Bracci detta Annarella, nata il 15 dicembre 1937. 
Dopo una serie di processi, l'unico imputato venne scagionato ed è rimasto un caso irrisolto. Fu uno dei casi di cronaca nera più noti del secondo dopoguerra in Italia.

## Storia
Annarella Bracci abitava in via Lorenzo Litta, presso il lotto 25, scala L, nella borgata di Primavalle, assieme ai numerosi fratelli e alla madre, separata dal marito. Annarella cercava di guadagnarsi qualche soldo facendo piccole commissioni per i vicini e badando alle faccende domestiche. La situazione ambientale della borgata era delle più degradate: nel dopoguerra c’era solo un nugolo di case popolari e scantinati, pochi mezzi pubblici e le fogne erano a cielo aperto. 
Annarella Bracci scomparve la sera del 18 febbraio 1950 quando, uscita per comperare del carbone, non fece più ritorno a casa. Le forze dell'ordine non diedero immediatamente importanza all'accaduto e le ricerche iniziarono solo sei giorni dopo a seguito della protesta della borgata; i giornali cominciarono a darne evidenza verso il 23 febbraio. Un ricco barone, colpito dalla vicenda, promise una ricompensa di 300.000 lire per chi avesse ritrovato la bambina.
La sera del 3 marzo il corpo della bambina fu ritrovato all'interno di un pozzo profondo 13 metri, tra via Torrevecchia e l'attuale via Cogoleto grazie al nonno della vittima che perlustrò le campagne vicine dichiarando alla polizia di essere stato spronato nella ricerca dalla "voce della nipote udita in un sogno" e poté così avere la ricompensa in denaro promessa dal barone. L'area, oggi densamente urbanizzata, era all'epoca posta in aperta campagna.
L'impressione sulla gente di Roma fu vivissima e travalicò anche i confini cittadini. Al funerale, a spese del Comune — data l'estrema povertà della famiglia — parteciparono le più alte cariche istituzionali del Comune, il prefetto, alti dirigenti della polizia e una numerosa folla proveniente soprattutto dalle periferie della città (quasi tutti i quotidiani dell'epoca concordano su una cifra superiore alle centomila persone); l'evento ispirò il famoso disegnatore Walter Molino per la copertina del diffuso settimanale milanese la Domenica del Corriere. L'emozione suscitata dall'evento, oltre a monopolizzare le cronache dei quotidiani romani, provocò gli interventi in prima pagina di Curzio Malaparte sul Tempo e, in risposta, di Pietro Ingrao sull'Unità, nonché una serie di monografie, di cui una quasi agiografica.

## Indagini
Le indagini della polizia si concentrarono inizialmente sulla famiglia Bracci. La madre venne fermata il 25 febbraio e interrogata; non aveva un alibi ed emerse che temeva quello che la figlia avrebbe potuto dire in una inchiesta che era in corso a seguito della denuncia di adulterio e procurato aborto da parte del marito, fatta appena tre giorni prima della scomparsa della bambina. Gli inquirenti sospettarono anche che potesse essere stato un tale Moroni, presunto amante della madre, a uccidere brutalmente la piccola e a gettarla nel pozzo, questi però aveva un alibi.
L'autopsia e le successive indagini accertarono che Anna Bracci era stata vittima di un tentativo di stupro; la resistenza provocò la reazione dell'aggressore che la colpì ripetutamente e poi la gettò in un profondo pozzo per l'irrigazione dove, agonizzante, annegò. La dinamica dell'omicidio fece escludere che la madre fosse responsabile del gesto. Le indagini sembravano arrivate a un vicolo cieco, poi la strada sembrò spianarsi quando, circa una settimana dopo il rinvenimento del cadavere, qualcuno rivelò che quella sera la bambina era stata vista in strada mentre mangiava castagne con Lionello Egidi, amico di famiglia. Questi era un bracciante, di estrazione sociale umilissima, che viveva negli scantinati della famiglia Bracci, e aveva a suo carico delle denunce per aver molestato delle ragazzine dell'età di Annarella. Venne arrestato e agli agenti apparve subito chiaro che "il biondino", come lo chiamavano nel quartiere, era incapace di qualunque strategia difensiva. La moglie aveva confermato il suo alibi, ma, interrogandolo (forse anche con metodi poco ortodossi) confessò l'omicidio. 
Secondo il suo racconto avrebbe incontrato Annarella quando era uscita a comprare olio e carbone — che infatti vennero ritrovati accanto al pozzo — l'avrebbe poi portata in campagna dove l'avrebbe seviziata e accoltellata, gettandola infine nel pozzo dove morì. Dopo la confessione, Egidi però ritrattò denunciando di essere stato costretto a confessare dalla polizia che lo stava torturando; nel successivo processo nel 1952 venne dichiarato innocente per insufficienza di prove. 
Durante il processo di appello nel 1955 però, un’altra ragazzina denunciò di essere stata molestata da lui durante una festa campestre e a quel punto venne condannato a 26 anni per l'omicidio di Annamaria e a 3 anni per le molestie, ma nel gennaio 1957 in Cassazione la difesa dell'uomo riuscì a dimostrare che la condanna dell'appello era stata influenzata dalle molestie compiute sulla seconda bambina e il 14 dicembre 1957 la condanna venne annullata. Egidi tornò libero anche se per poco perché nel 1961 venne nuovamente condannato per aver molestato un bambino.
Al termine dei processi il caso rimase irrisolto e non fu mai trovato un responsabile.

## Memoria
Anna Bracci è sepolta presso il cimitero del Verano, nella cappella gentilizia di Raniero Marsili, ricordata da una targa esterna.
Nei pressi della sua abitazione, nel quartiere Primavalle, è stato creato un parco pubblico a lei intitolato nel 2011.
Un murale a lei dedicato è stato realizzato nell'estate del 2017 in via Pio IX, non distante dalla Pineta Sacchetti, all'angolo con via Silvestro II.

## Conseguenze politiche
Dopo il primo processo, quanto avvenuto a Egidi che era stato fermato dalla polizia e tenuto in prigione per sette giorni, picchiato e ridotto in maniera tale da non essere riconosciuto dai familiari quando venne liberato, portò a modificare il codice di procedura in Italia, anche grazie a una interpellanza al ministro della giustizia. Prima del caso Egidi il fermo di polizia giudiziaria, secondo quanto previsto dal Codice Rocco, poteva durare sette giorni senza l'obbligo di avvertire un avvocato; successivamente venne modificato in modo che potesse durare al massimo 48 ore con la notifica obbligatoria a un difensore dell'avvenuto arresto.

## Nei media
Cinema
- La Settimana Incom dedicò una puntata alla vicenda il 10 marzo 1950. [13]
- Il regista Luchino Visconti ne trasse un cortometraggio, Appunti su un fatto di cronaca, girato nella borgata con commento di Vasco Pratolini. [14]
- Nel 1952 Carlo Lizzani trasse dall'episodio il film Ai margini della metropoli.

Narrativa
- Lo scrittore Riccardo D'Anna nel libro Lotto 25. Chi ha ucciso Annarella Bracci? (2013) trae spunto da questa storia di cronaca nera per raccontare l'evolversi della periferia romana di Primavalle[15].

- Il caso ha ispirato anche una ricca produzione editoriale popolare destinata al mercato dei cantastorie, che tradussero la vicenda in ottava rima e ne seguirono tutto l'iter giudiziario dando vita a una fitta serie di fogli volanti[16].

Saggistica
- Nel 2014 Roberto Morassut ha pubblicato Il pozzo delle nebbie in cui ricostruisce dettagliatamente i fatti, sullo sfondo della Primavalle del dopoguerra, ipotizzando una conduzione assai discutibile delle indagini da parte della polizia dell'epoca.

Televisione
- Il caso fu trattato in una puntata della prima stagione del programma televisivo Delitti.